# William Backhouse
William Backhouse (* 17. Januar 1593 in Swallowfield, Berkshire; † 30. Mai 1662 ebenda) war ein englischer Alchemist.

## Leben und Wirken
Backhouse war der jüngste der vier Söhne von Samuel Backhouse (1554–1626) sowie dessen Frau Elisabeth Borlase († 1630) und wurde vermutlich in Swallowfield geboren. Sein Vater war 1598 und 1601 High Sheriff von Berkshire.
Im Februar 1611 immatrikulierte er sich am College Christ Church in Oxford, erwarb aber dort keinen Abschluss.
Um 1637 heiratete er Anne Richards († 1663). Mit ihr hatte er drei Kinder: Samuel (jung verstorben), John (1640–1660) und Flower (1641–1700). Seine älteren Brüder verstarben vor ihm. Daher erbte Backhouse 1649 das Anwesen von Swallowfield. Etwa zu dieser Zeit stellte er William Lloyd (1627–1717), später Bischof der Diözese St Asaph, als Lehrer für seine Kinder an.
Nach dem Antritt seines Erbes in Swallowfield befasste er sich mit Alchemie, Rosenkreuzer-Ideen und Astrologie. Diese Ideen gab er auch weiter zum Beispiel an Elias Ashmole, den er 1651 „adoptierte“ und ein Jahr später das Theatrum chemicum Britannicum herausgab, eine Sammlung britischer alchemistischer Schriften.
Backhouse soll auch einen Wegmesser für Kutschen erfunden haben (Way wiser).
Backhouse hinterließ einige alchemistische Manuskripte:
- The pleasant Founteine of Knowledge, angeblich zuerst 1413 in Französisch geschrieben und von Backhouse 1644 in englische Verse übersetzt
- Planctus Nature: The Complaint of Nature against the Erroneous Alchymist, ebenfalls eine Übersetzung angeblich von Jean de Meung
- The Golden Fleece, or the Flower of Treasures, ebenfalls eine Übersetzung aus dem Französischen von einem Solomon Trismosin, „Meister des Paracelsus“, und den Stein der Weisen behandelnd.

## Schriften
- The Magistery. In: Theatrum chemicum Britannicum. London 1652, S. 342–343 (Digitalisat).